# Чарльз, Хатсон
Хатсон Чарльз (англ. Hutson Charles; род. 16 сентября 1965) — тринидадский футболист и футбольный тренер.

## Биография
Всю свою спортивную карьеру Чарльз провел в клубе «Дефенс Форс». В нём он выступал на позиции полузащитника. В составе клуба игрок становился чемпионом и обладателем кубка страны.
Выступал за сборную Тринидада и Тобаго на Золотом Кубке КОНКАКАФ в 1991 году, а также дважды становился победителем Карибского кубка в 1992 и 1994 году.
После окончания карьеры Хатсон Чарльз работал тренером. В 2012—2013 гг. вместе с Джамалом Шабаззом он возглавлял сборную Тринидада и Тобаго.